# Botkyrka kyrkskola

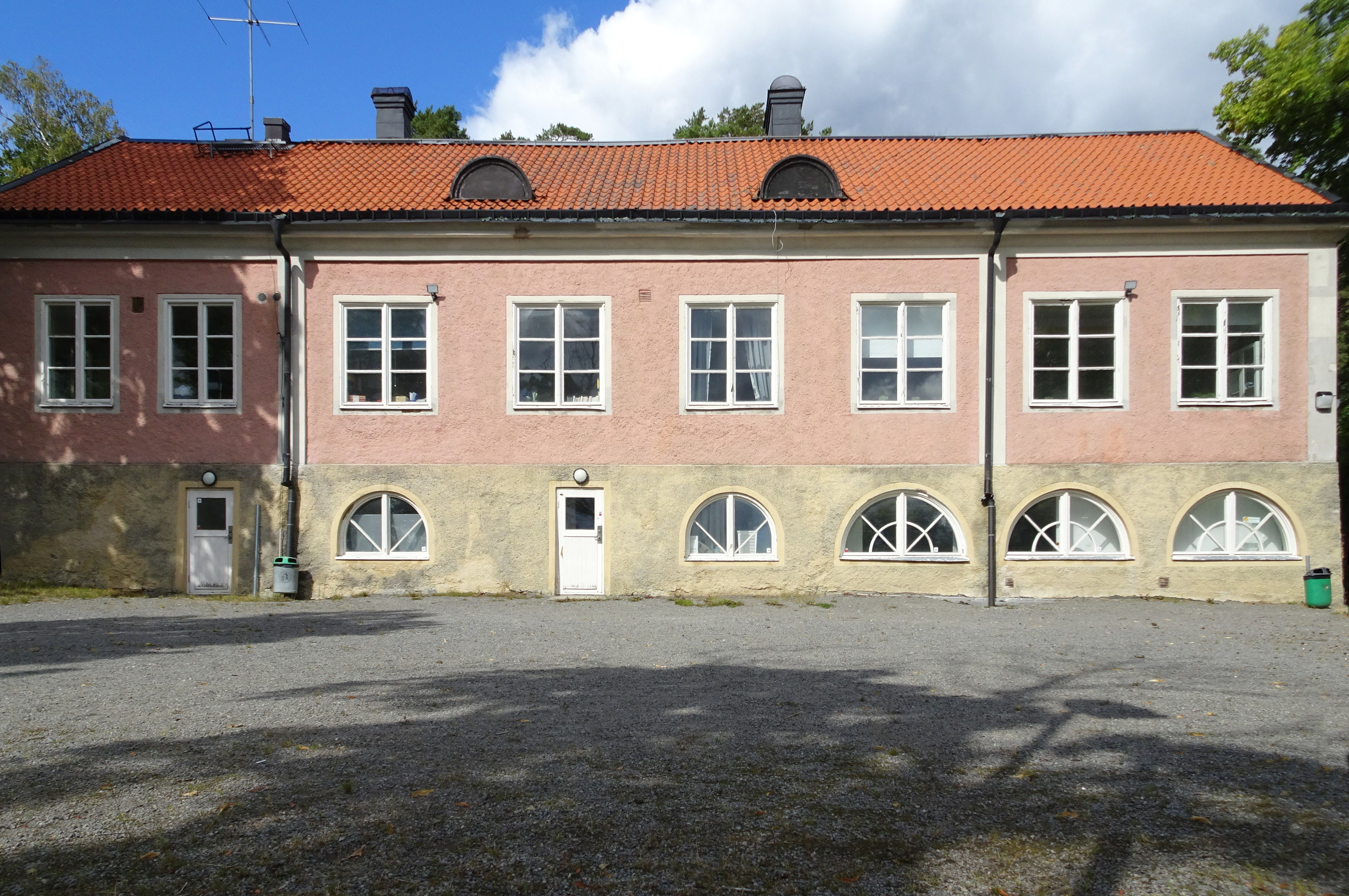
Botkyrkas kyrkskola, fasad mot söder, augusti 2020.

Botkyrkas gamla kyrkskola är en skolbyggnad från 1849 belägen vid Sankt Botvids väg i Botkyrka kommun. Byggnaden är Botkyrkas äldsta skolhus och är idag annex till Botkyrka friskola som har sina lokaler i före detta Botkyrka fattighus. Tillsammans med Botkyrka kyrka, Klockargården, Botkyrka fattighus och Hammarby prästgård utgör skolhuset än idag en viktig del i den kulturhistoriskt värdefulla kyrkmiljön som en gång i tiden utgjorde Botkyrkas sockencentrum.

## Historik

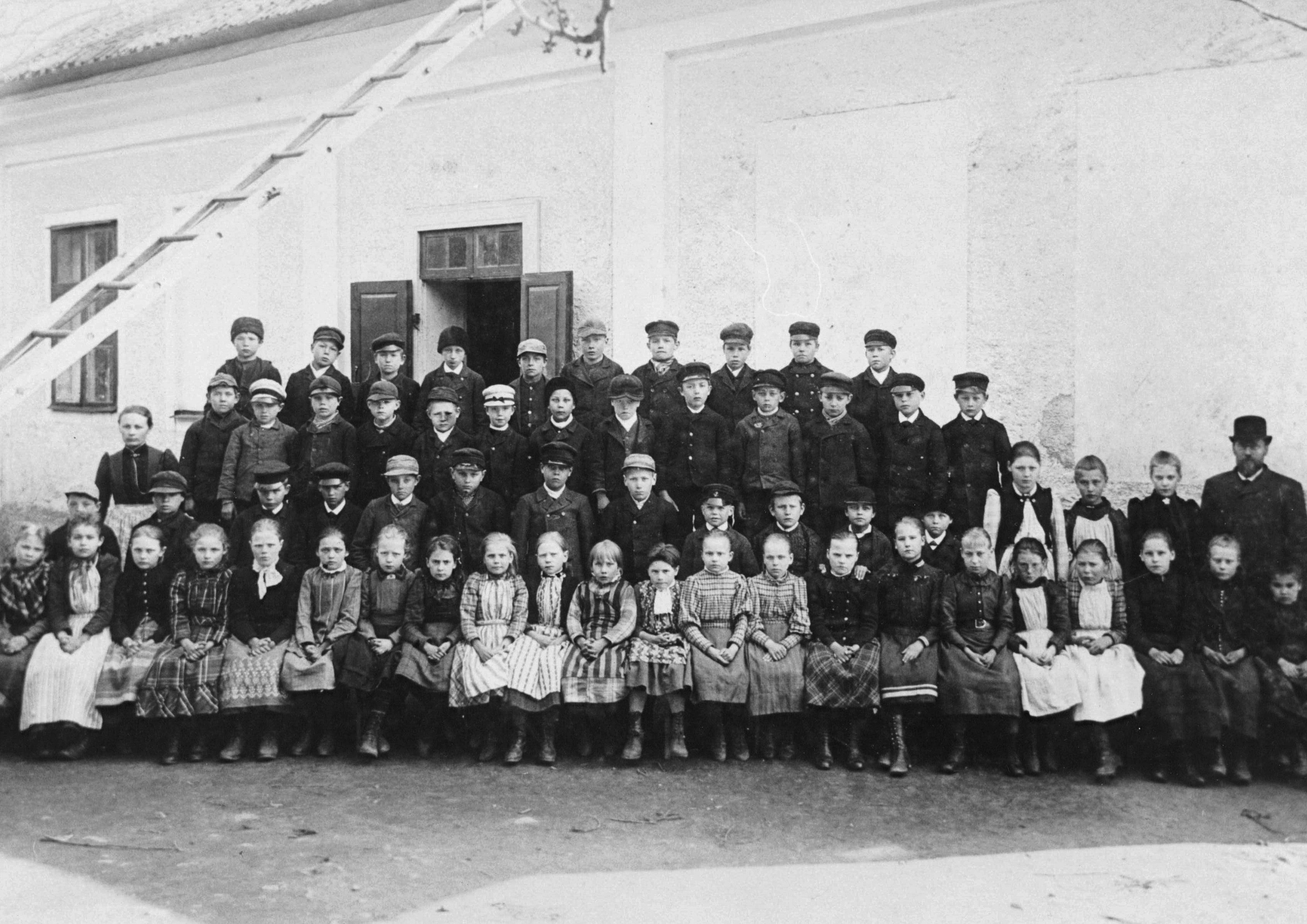
Skolklass i slutet av 1890-talet.

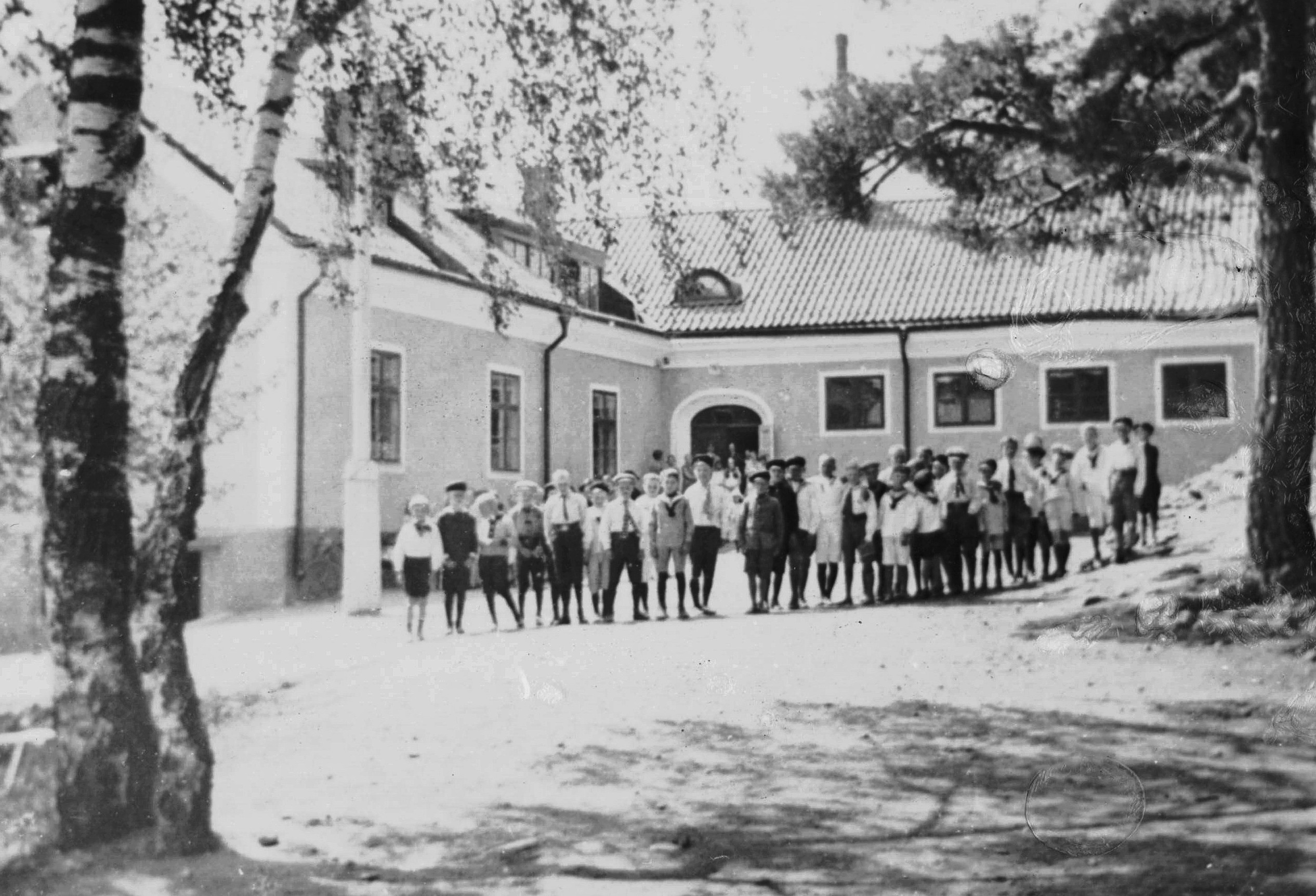
Skolklass på skolgården, 1927.

Ungefär 400 meter nordost om Botkyrka kyrka uppfördes 1849 Botkyrkas första skola, några år efter att folkskolestadgan infördes i Sverige. Det var den första byggnaden i socknen som tillkom enbart för skolverksamhet. Innan dess fanns "gamla kyrkskolan", en gulmålad träbyggnad som står direkt öster om kyrkskolan. Den byggdes troligen i början av 1800-talet, dock inte som skola. Under några år fram till 1849, då nya skolan stod färdig, var detta Botkyrka kyrkas första kyrkskola. Därefter användes huset även för gymnastik och slöjd. Idag är det privatbostad.
Nuvarande Botkyrka kyrkskola uppfördes i södra sluttningen av Eriksbergsåsen, på mark som tillhörde Kumla gård. Huset byggdes i sten och i en våning över en hög källarvåning och under ett tegeltäckt sadeltak. Fasaderna putsades och är idag avfärgade i en gammalrosa kulör. 
På ett fotografi från 1890-talets slut syns skolklassen med sina lärare framför skolhuset. Läraren (längst till höger) hette då N.G. Ahlström och var samtidigt kyrkans organist och klockare. Han biträddes av lärarinnan Alma Hagerberg (längst till vänster).
År 1925 byggdes skolan om och till. Bland annat utökades byggnaden med en flygel mot norr. En stentavla på fasaden minner om det: ”Botkyrka kyrkskola byggd 1849 ombyggd 1925”.

## Husets vidare öden
När den gamla kyrkskolan i Botkyrka skulle läggas ner i början av 1990-talet beslutade sig lärarna för att ta över skolan själva. Resultatet blev en av Sveriges första friskolor som till en början drevs av Botkyrka Friskola Ekonomiska Förening. Botkyrka Friskola godkändes av Skolverket den 22 mars 1993 och i augusti 1993 började verksamheten som en 1–6-skola (årskurs 1–6) med 120 elever och 12 medarbetare.
Idag är huvudman för skolan JS Education AB (JS efter sina grundare Tonny Johansson och Per Svangren). Skolan har, tillsammans med huvudbyggnaden vid Botkyrka kyrka, cirka 400 elever och ett 30-tal medarbetare med undervisning från förskola till årskurs 9. Till skolan hör idrottshallen ”JS-hallen” och ”Restaurang Tre Källor” i Hallunda.

## Bilder

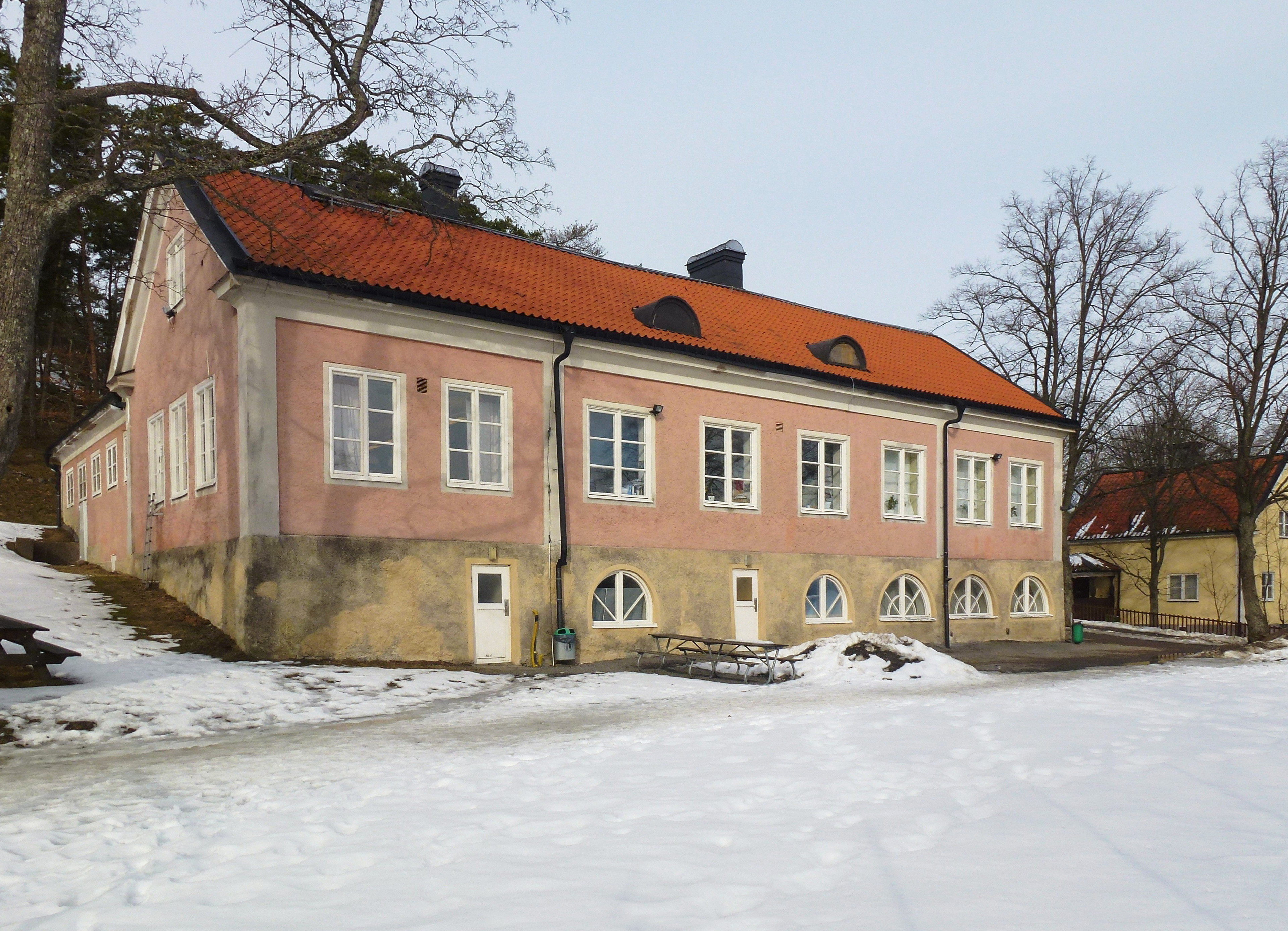
Skolhuset i mars 2013.
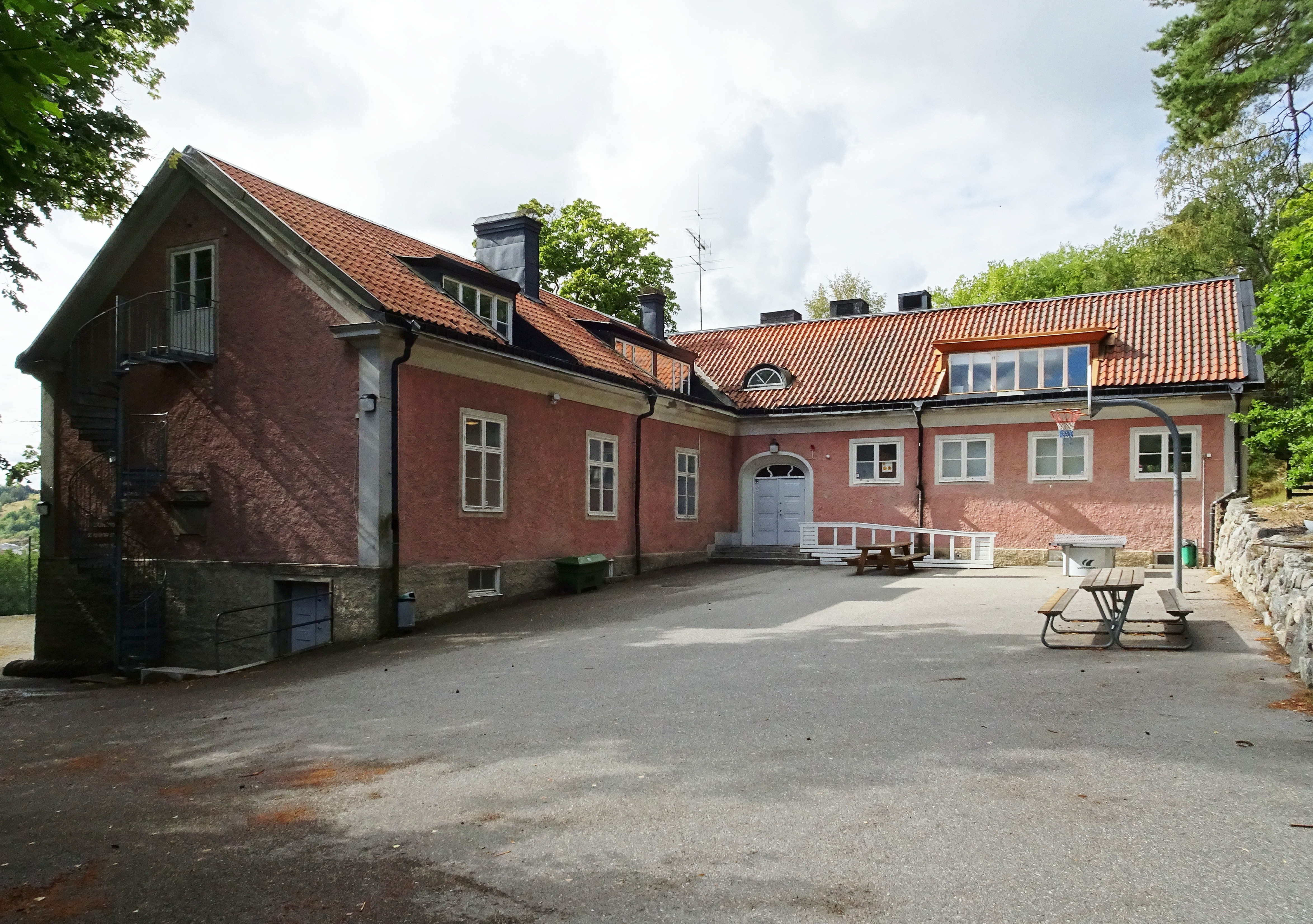
Skolgården i augusti 2020.
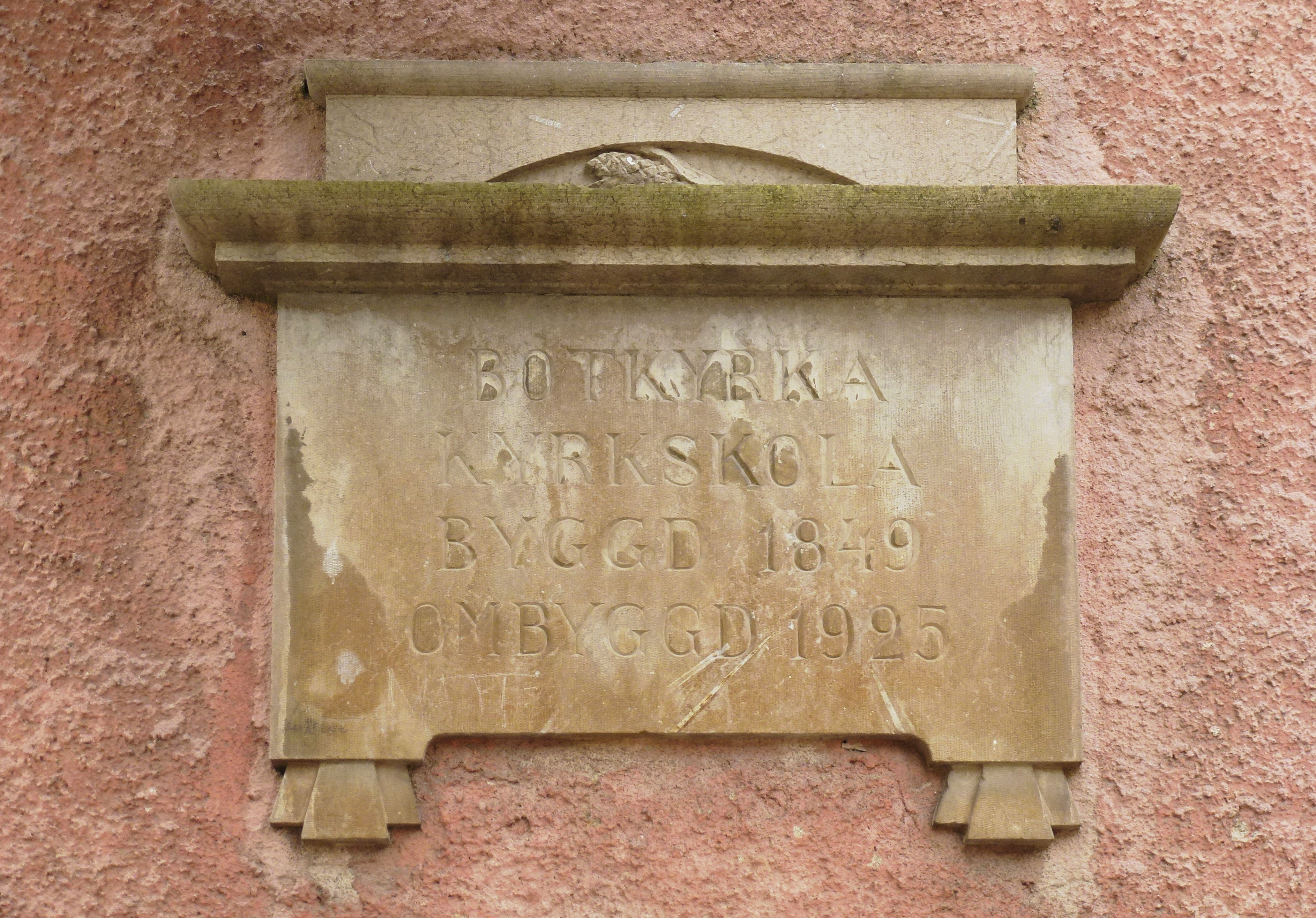
Minnestavla.
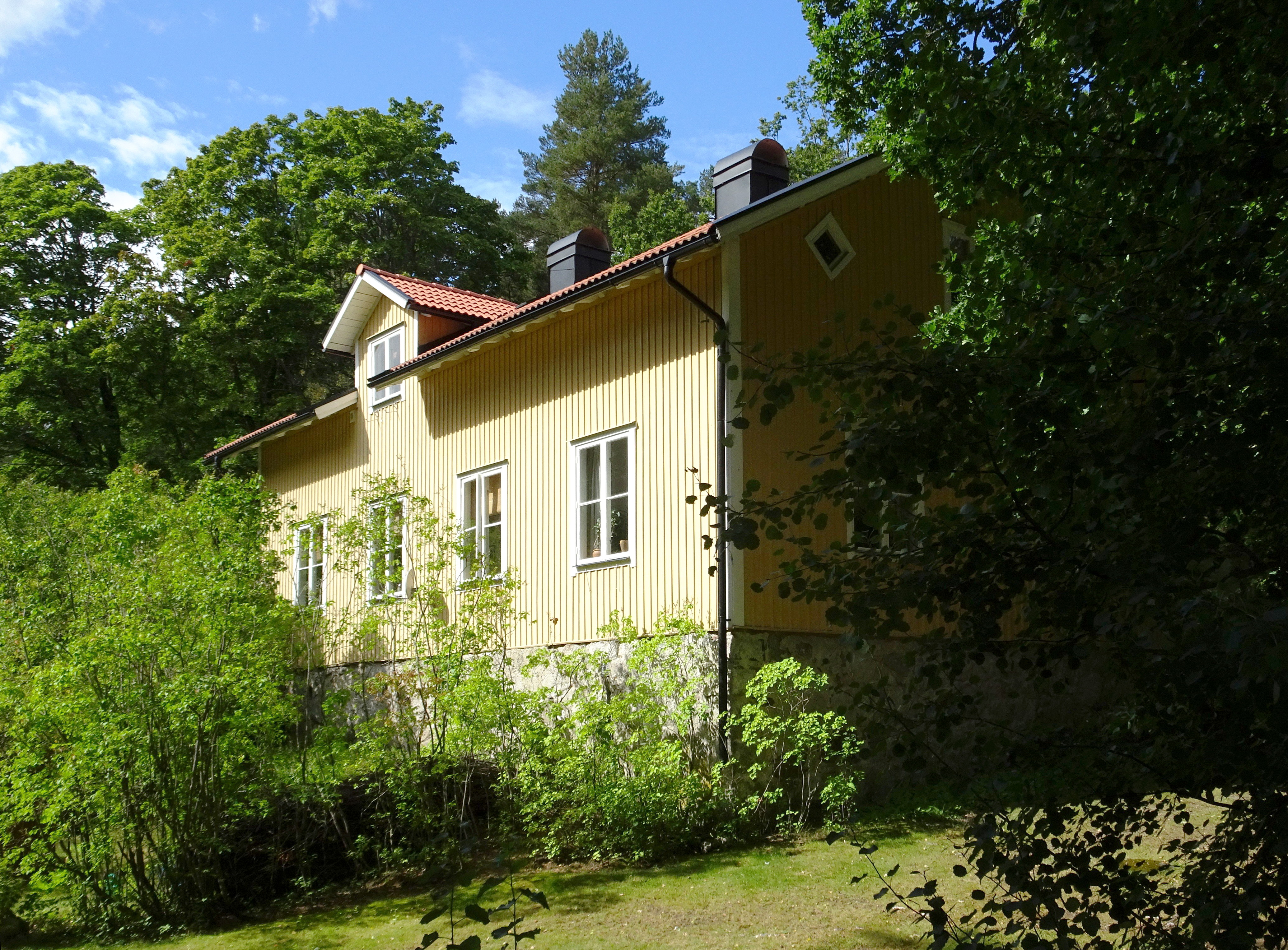
Gamla kyrkskolan.